# Chi Cassiopeiae
Chi Cassiopeiae (39 Cassiopeiae) é uma estrela na direção da constelação de Cassiopeia. Possui uma ascensão reta de 01h 33m 55.93s e uma declinação de +59° 13′ 55.5″. Sua magnitude aparente é igual a 4.68. Considerando sua distância de 204 anos-luz em relação à Terra, sua magnitude absoluta é igual a 0.70. Pertence à classe espectral K0III.